# Masu

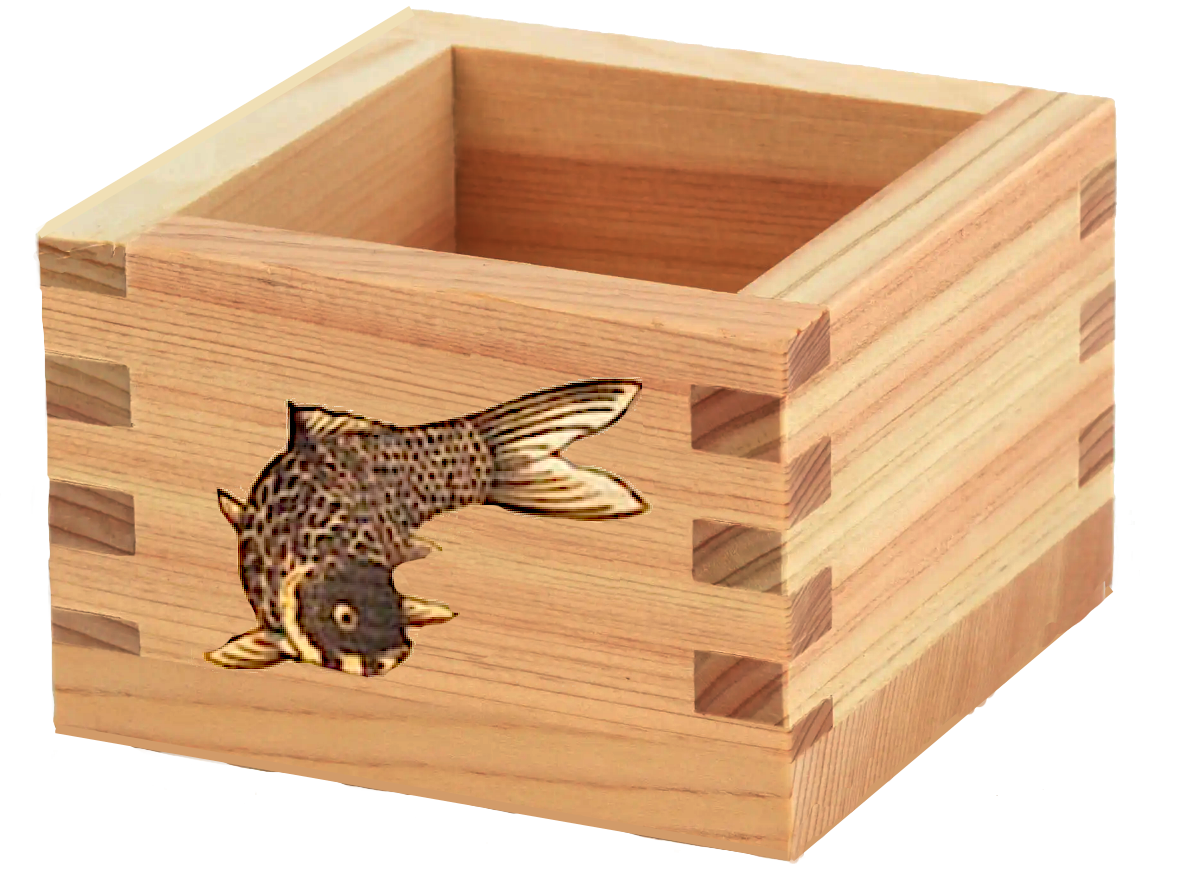
Masu japanisches Trinkgefäß aus Holz für Sake, mit Koi als Glückssymbol

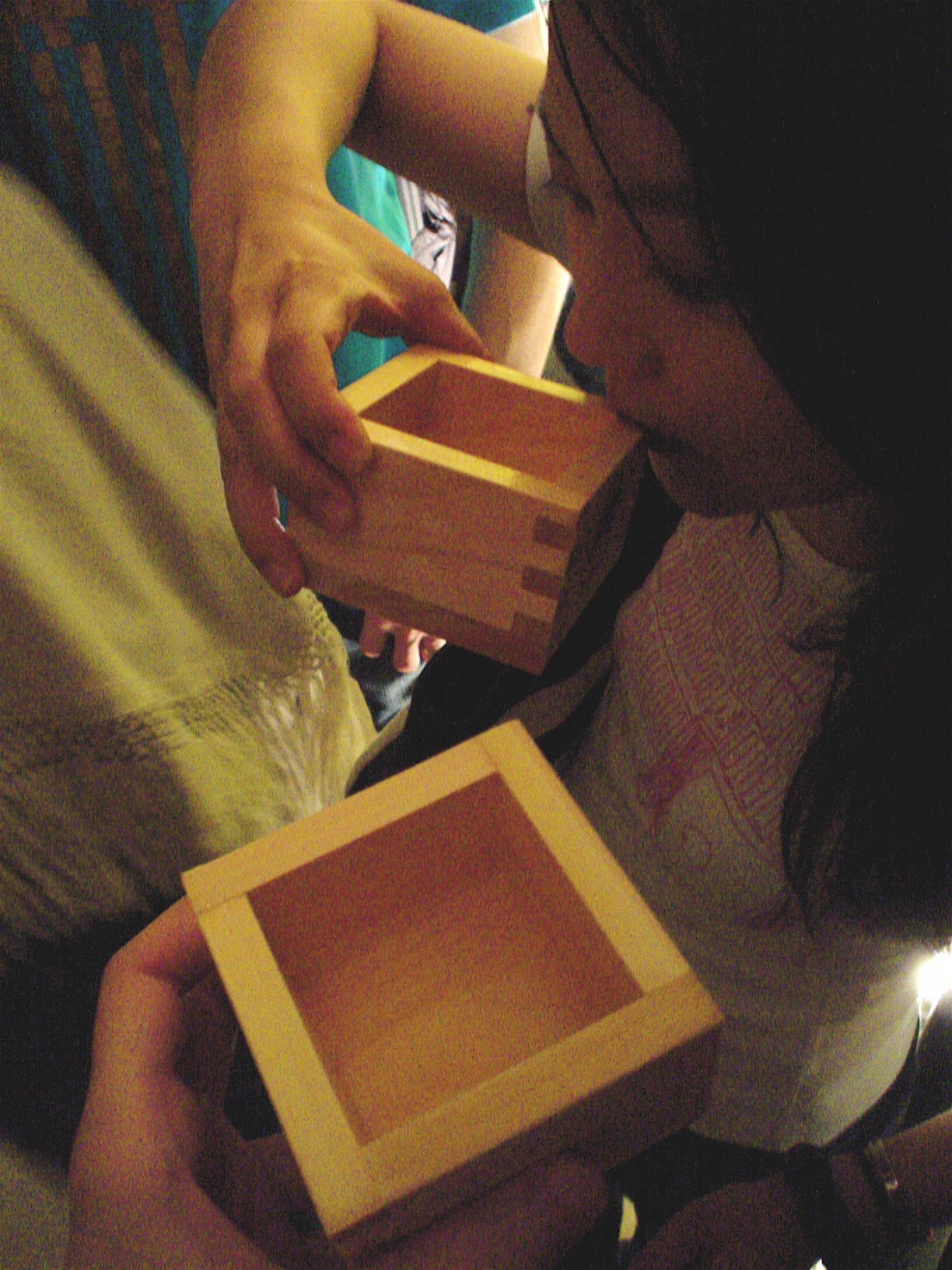
Sake aus dem Masu trinken

Masu (jap. 枡 Masu de. Quadrat) war im alten Japan ein Messbehälter und ist heutzutage, davon abgeleitet, vor allem ein quadratischer Holzbecher zum Trinken von Sake.

## Messbehälter
Masu ist ursprünglich der japanische Name für Quadrat. Flüssigkeiten und Schüttgüter wie Reis wurden in großen und kleinen quadratischen Holzgefäßen namens Masu gemessen.
1669 vereinheitlichte das Shogunat für ganz Japan das Messsystem und legte auch die Größe der Messbehälter fest. Ein Masu ist also keine Maßeinheit, sondern ein geeichtes Gefäß, das viele verschiedene Größen für verschiedennamige Maße haben kann, die aber alle ein Vielfaches von 180,4 Milliliter sind.
Das Gefäß wurde sinnbildlich auf die durch in Gitterform ausgelegte Balken markierten Sitze in Kabuki- und Bunrakutheatern übertragen.  

## Reiswein-Trinkbecher

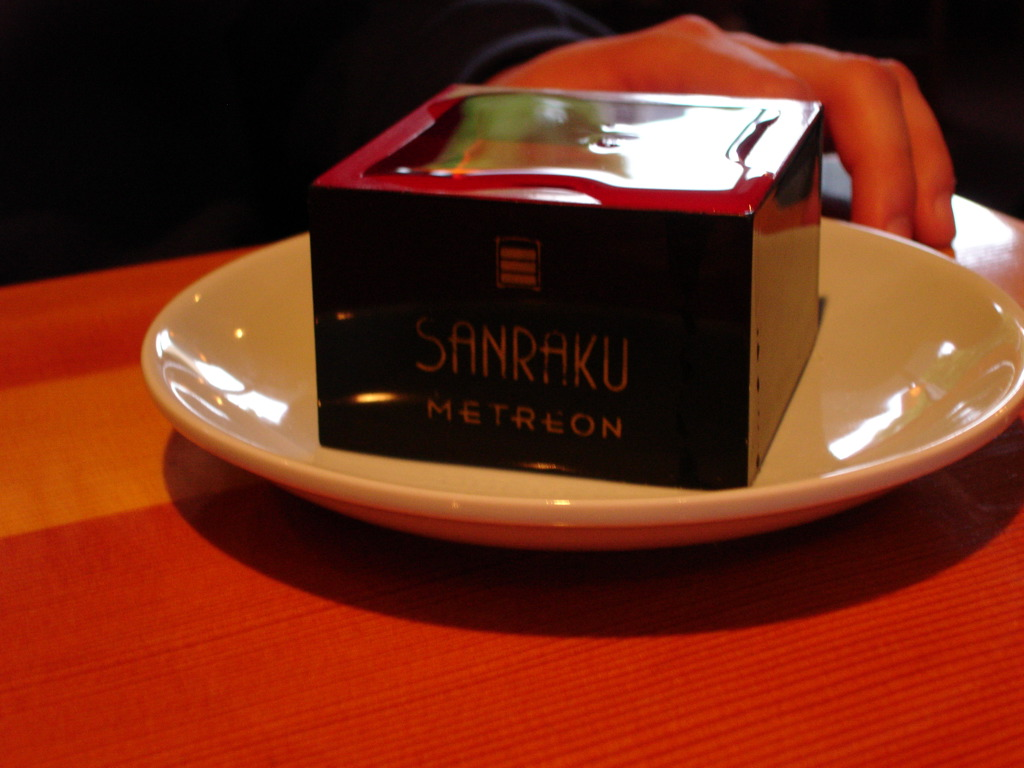
Lackierter und dekorierter Masu

Der Masu-Trinkbecher fasst genau ein Gō, die kleinste mit Masu gemessene Menge, nämlich 180 Milliliter. In japanischen Kneipen bestellt man Reiswein auch in vielfachen von Go. Wer ein Go Reiswein bestellt, dem bringt der Kellner üblicherweise einen leeren Masu-Holzbecher und eine große Reiswein-Flasche, aus der er den Masu vor den Augen des Gastes einschenkt. Der traditionelle Kimasu (Ki = Holz) wird aus dem Holz der Sicheltanne Sugi oder der japanischen Hinoki-Scheinzypresse, aber auch aus anderen Materialien hergestellt.
Der Masu steht traditionell auf einer Untertasse. Er wird dann beim Eingießen bis zum Überlaufen gefüllt, sodass die Untertasse den überschwappenden Reiswein auffängt, wobei der Gast die Untertasse nach dem Leeren des Masu ausschlürfen kann. In einigen Lokalen ist es auch üblich, in den Masu ein weiteres Glas zu stellen. Der Kellner füllt dieses Glas und lässt es in den Masu überfließen, bis auch dieser überfließt.